# Mercedes-Benz O405GN2
Mercedes-Benz O405GN2 – przegubowy autobus miejski produkowany w latach 1994–2001 przez firmę Mercedes-Benz.

## Historia modelu

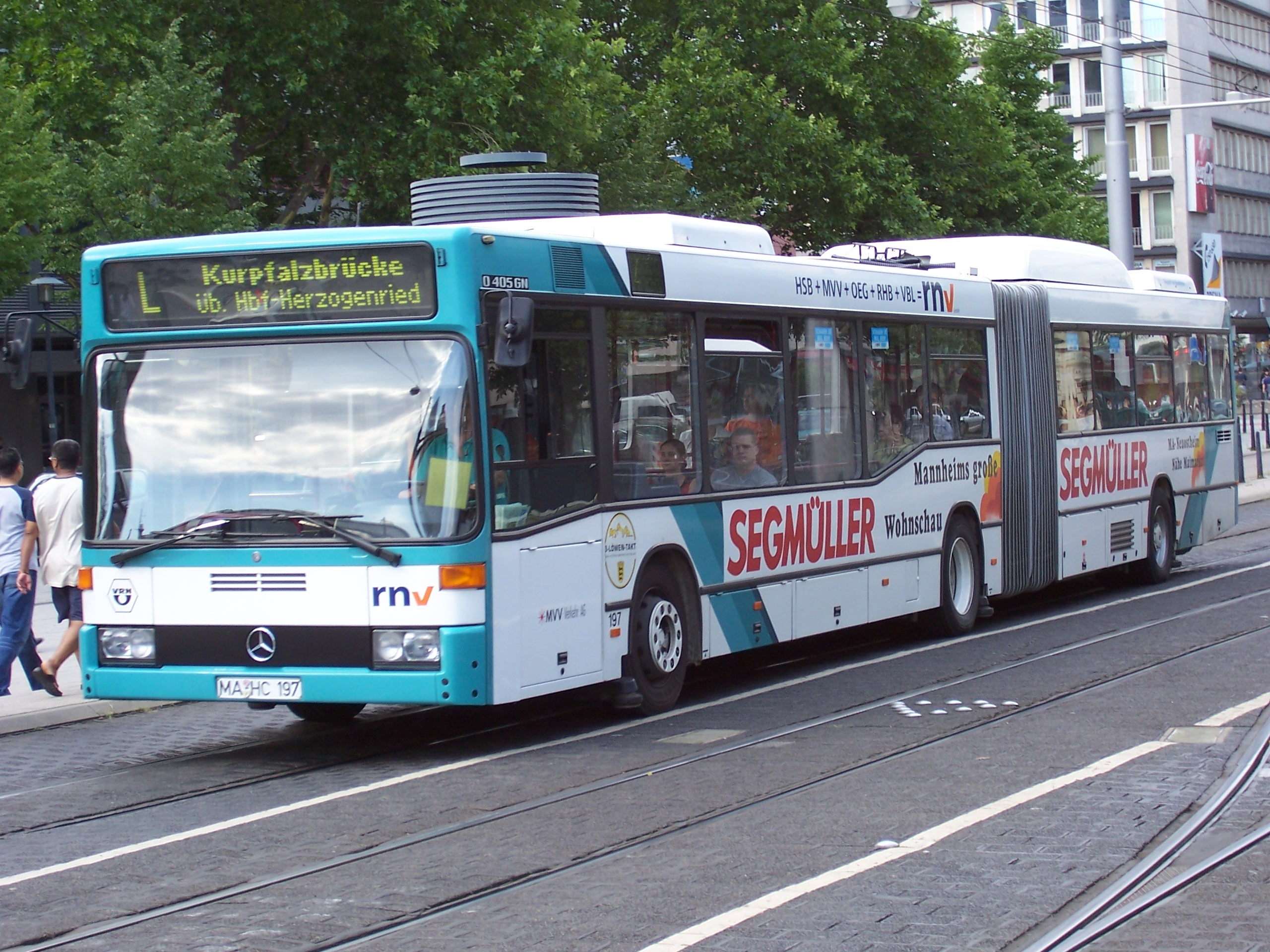
Mercedes-Benz O 405 GN2 CNG w Mannheim w 2005 roku

Jest następcą modelu Mercedes-Benz O405GN z lat 1992–1994. Najważniejszą różnicą w porównaniu z poprzednikiem są większe szyby boczne w pierwszym członie (podobna jest różnica między jednoczłonowym O405N2 a O405N), a także bogatsze wyposażenie wewnętrzne (często fotokomórki, zamykające drzwi oraz klimatyzacja). Produkowano również jego odmianę z napędem gazowym Mercedes-Benz O405GN2 CNG. Produkowany był do 2001 r. przez zakłady w Mannheim, należące później do odpowiedzialnego w koncernie za produkcję autobusów EvoBusa. Jego następcą jest Citaro.

## Mercedes-Benz O405GN2 w Polsce
W Polsce autobusy te jeżdżą w komunikacji miejskiej w Gdańsku (26 sztuk), w Gdyni (4 sztuki), w Łodzi (5 sztuk) oraz w Jaworznie (używane, sprowadzone z Niemiec).